# Кидышевский
Кидышевский — посёлок в Верхнеуральском районе Челябинской области России. Входит в состав Петропавловского сельского поселения.

## География
Посёлок расположен на правом берегу реки Кидыш, в 60 км от районного центра города Верхнеуральска.

## История
В 1963 г. решением исполнительного комитета Челябинского (сельского) областного совета депутатов трудящихся зарегистрирован населенный пункт при Кидышевском отделении Петропавловского совхоза под названием Кидышевский.

## Население
| 2002 | 2010 |
| ---- | ---- |
| 396  | ↘359 |

## Улицы
Молодёжная, 
Школьная, 
Центральная, 
Набережная, 
Клубная, 
Строителей.